# 1202
سنة 1202 كانت سنة بسيطة تبدأ يوم الثلاثاء (الرابط يظهر نموذج التقويم الكامل للسنة) من التقويم اليولياني.

## أحداث
- | [أيقونة] | هذا القسم فارغ أو غير مكتمل. ساهم في توسيعه. (سبتمبر 2016) |

## وفيات
- حماد الحراني.
- حمودة بن عبد العزيز.